# 黙祷
黙祷（もくとう、黙禱、英: Moment of silence, silent prayer）とは、声を立てずに祈りをささげること。席に座っているときは起立し、合掌や目をつぶる、軽く頭を下げる行為を伴うこともある。

## 概要

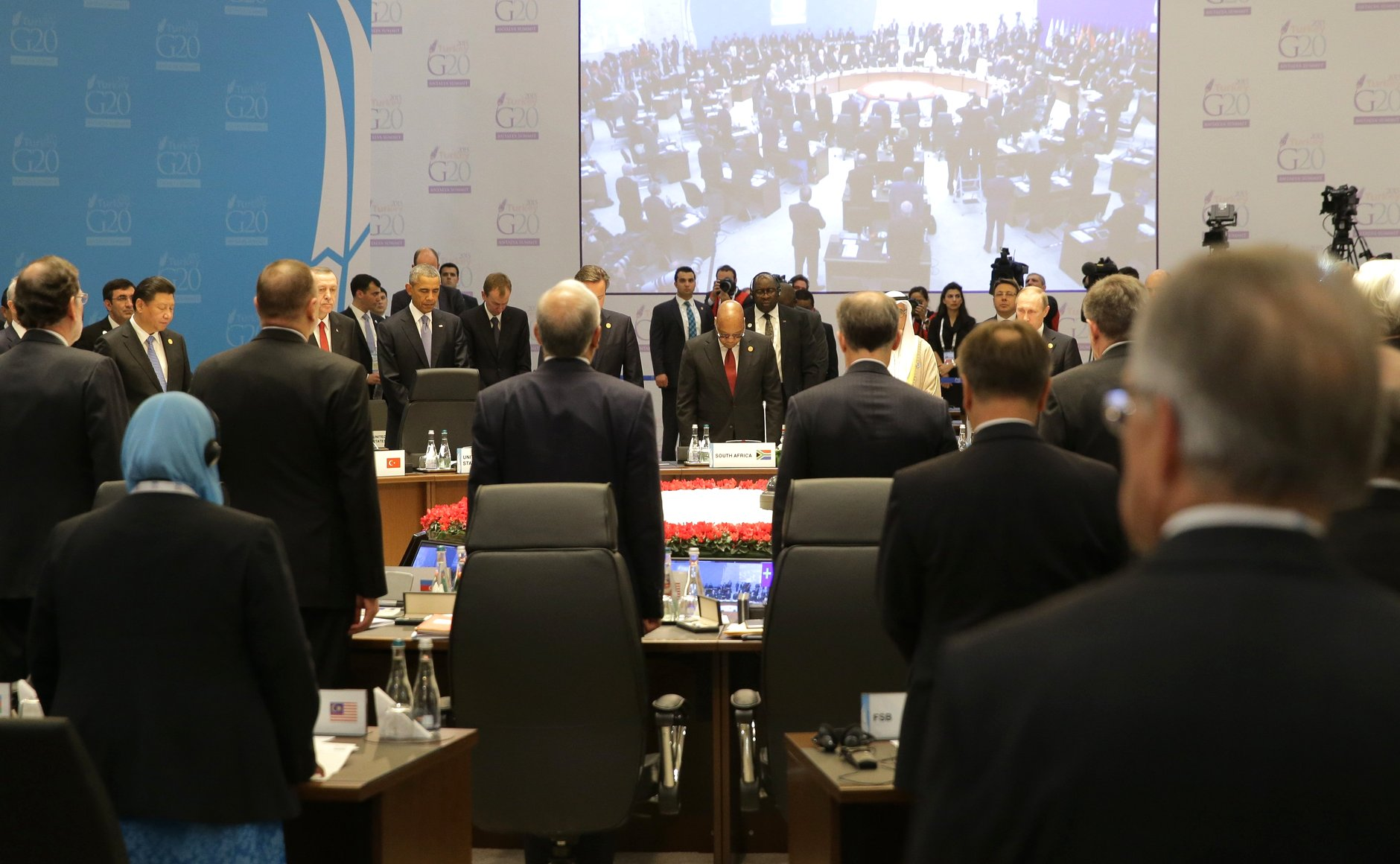
トルコのアンタルヤで開催されたG20の首脳会合でのパリ同時多発テロの犠牲者への黙祷（2015年11月）。出席者の信仰はさまざまであり、死者への追悼はそれぞれの信仰に基づいて、沈黙のうちに個人の内心において行われる。

黙祷は、何がしかに声を立てずに祈る行為で、心の中で対象に語り掛けることや、内証（自分の気持ちをみつめ考え整理すること）が行われる。弔意（すでに亡くなった人に祈る気持ち）を表す際にも行われ、日本では終戦の日などに戦死・戦没者への慰霊の意味から黙祷を行う行事も見られる。事故や災害で人が亡くなったり、著名人の訃報が入って急遽行う場合もある。
黙って行うために極めて個人的な行為ではあるが、こういった各々の個人的な気持ちは心の中にしまわれるため、黙祷の際に誰が何を思っているかは、語られない部分である。墓参りでは故人に対して日々の暮らしの報告をしたりするし、その故人がなくなって日が浅い時には、自分の寂しい気持ちを心の中で述べたりもする。慰霊碑などに対しては故人が何の懸念も無く休めるようにと祈り、いわゆる神に対しては自分のかなえて欲しい願いを述べたり、日々満足していることを述べたりと、宗教の様式や祈る人の価値観にもよって様々である。
なお黙祷では、一種の礼（敬礼）的な側面もあり、また特定宗教に限定されず、所定の宗教における儀式的な意味合いもなく、ただ対象に対して礼をすることとも解される。このため特定の宗教・宗派に依存しない儀式の際には、各々の信じる宗教や宗派に関係なく祈るという様式において用いられる。
大抵は数秒から1分程度の短い間で済ませられる行動であるが、その限られた短い時間の中で、人は様々な思いを心に抱くのである。心に目を向け外部をいったん切り離すという意味で、目をつぶる場合もある。

## 由来
古くは中国・唐の韓愈の詩にある「潜心默禱若有応 豈非正直能感通」にみられる言葉である。室町時代中期の『文明本節用集』にあるがその後の節用集には掲載されていない。江戸時代には曲亭馬琴の『南総里見八犬伝』にみられる程度である。

### silent prayer
1919年11月11日11時、イギリスのジョージ五世発案により第一次世界大戦に対するsilent prayer（黙祷）が行なわれた。以降、リメンブランス・デーと呼ばれ、黙祷が毎年行われている。

## 日本での普及

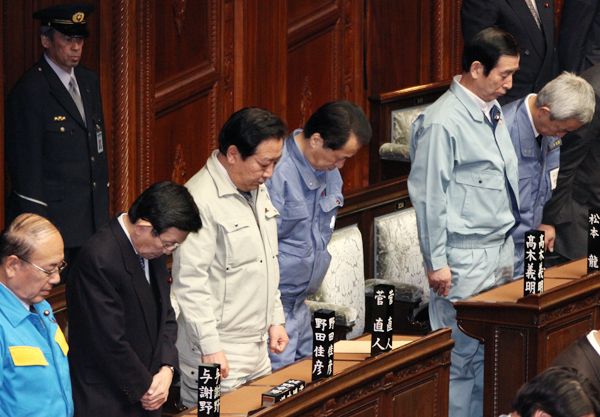
東日本大震災の犠牲者への黙祷を行う内閣総理大臣の菅直人と財務大臣の野田佳彦（2011年3月17日、衆議院本会議、画像中央）

明治天皇の大喪の礼のおり、1912年（大正元年）9月8日の讀賣新聞に「市民の黙祷と学生」という記事がある。『明治天皇紀』に「市民一斉に黙祷し」と記述された。ただしこれら以外のほとんどでは「遥拝」（ようはい）と記述されている。
日本国内で黙祷が浸透したのは、1923年（大正12年）9月1日に発生した関東大震災によるところが大きい。関東大震災の1年後にあたる1924年（大正13年）9月1日に東京にて慰霊祭が行われ、その慰霊祭の中で地震発生時刻の午前11時58分にあわせて1分間の黙祷をする催しが行われた。日本で事件・事故・災害の発生時刻に合わせて黙祷をするという習慣はこの時が最初だと言われている。

これ以後、毎年9月1日の同時刻に関東大震災の黙祷が行われると共に、東日本大震災(3.11)や阪神・淡路大震災(1.17)、終戦の日(8.15)などと、他の事件・事故・災害などについても発生日の祥月命日の同時刻に黙祷をする習慣が全国的に広まった。なお、防災行政無線を使用した黙祷（黙祷サイレン）を行う地方自治体も数多く存在する。

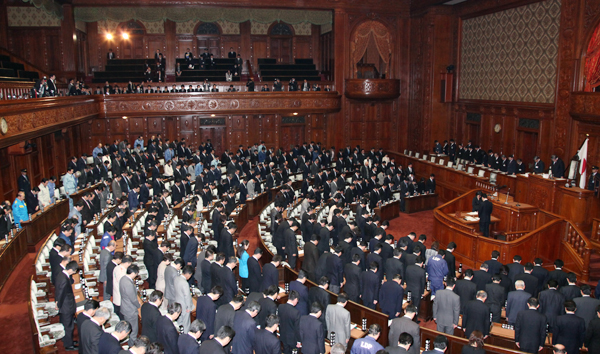
東日本大震災の犠牲者への黙祷（衆議院本会議）
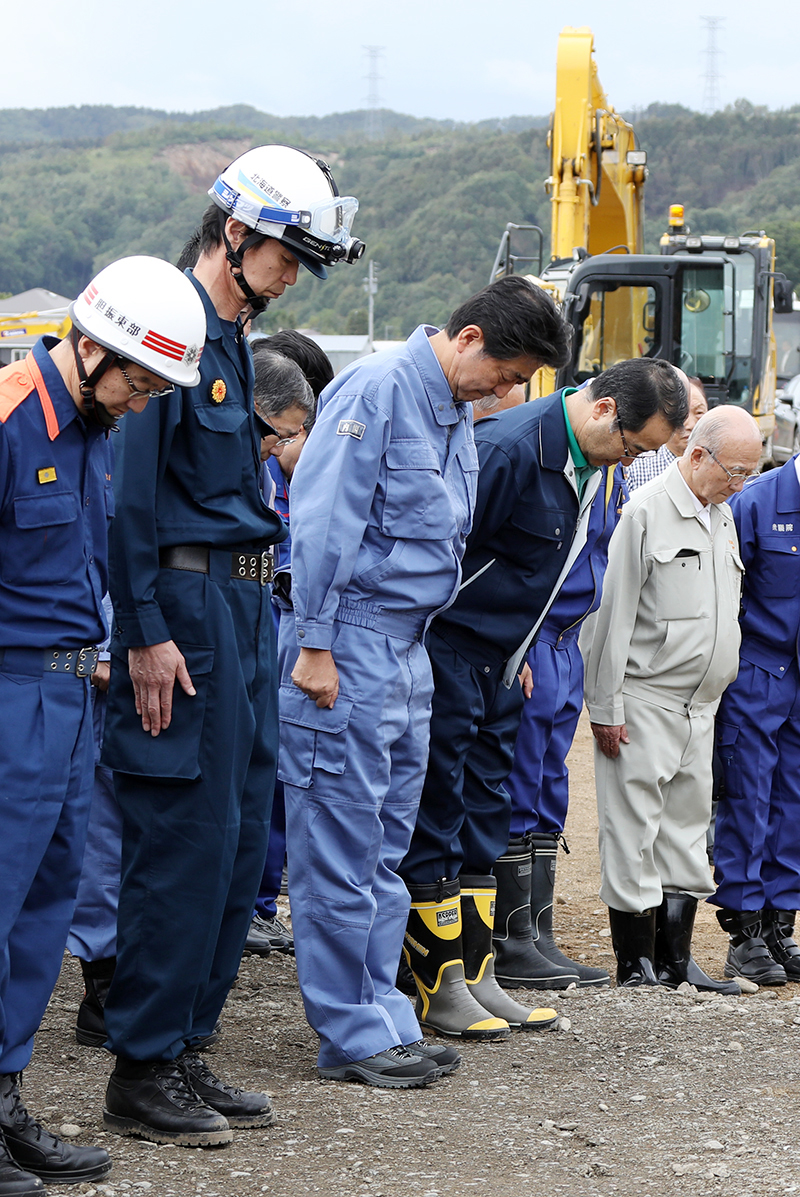
北海道胆振東部地震による被害状況視察のための北海道訪問した安倍晋三（2018年）
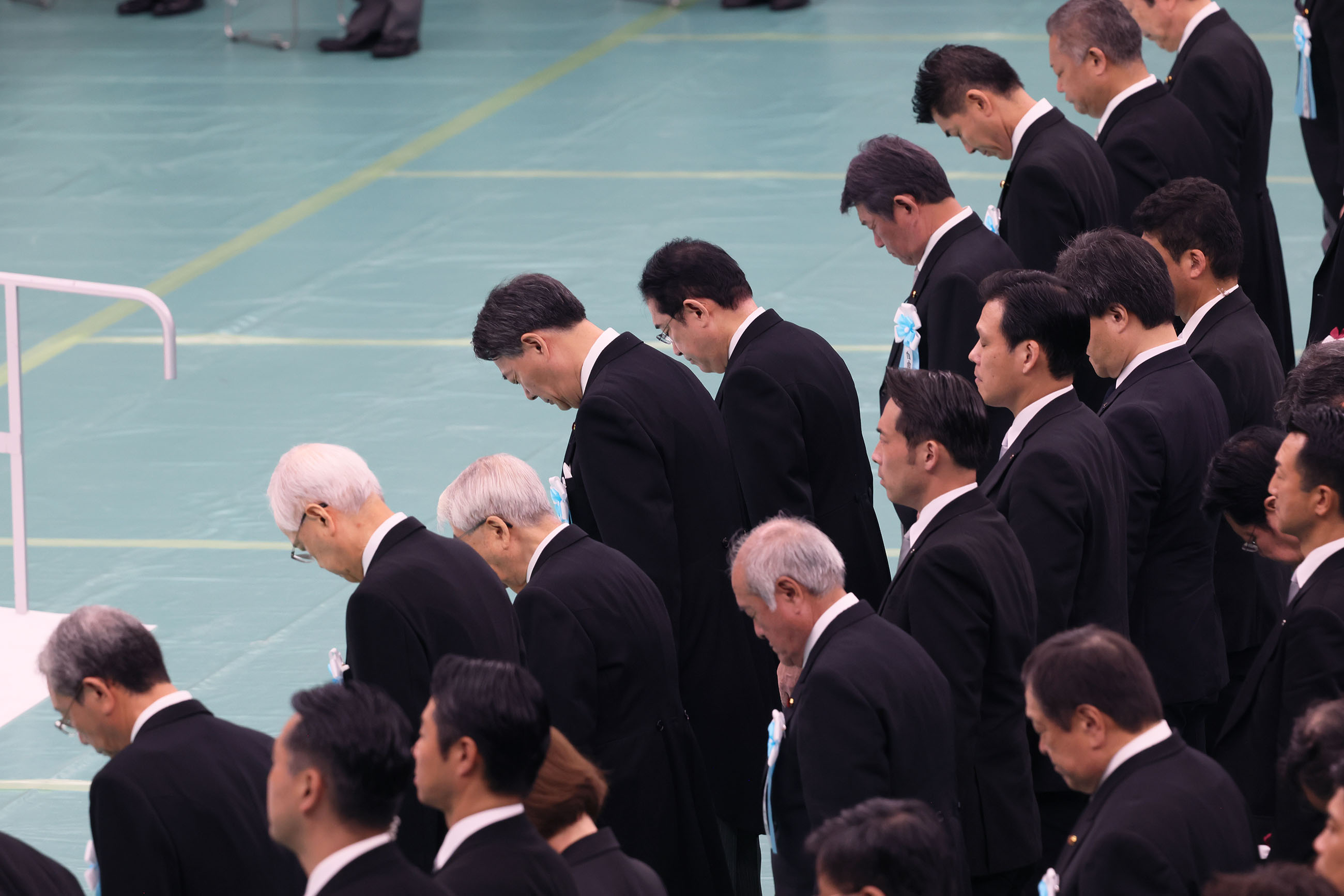
全国戦没者追悼式で戦没者への黙祷を行う岸田文雄（2023年8月15日）
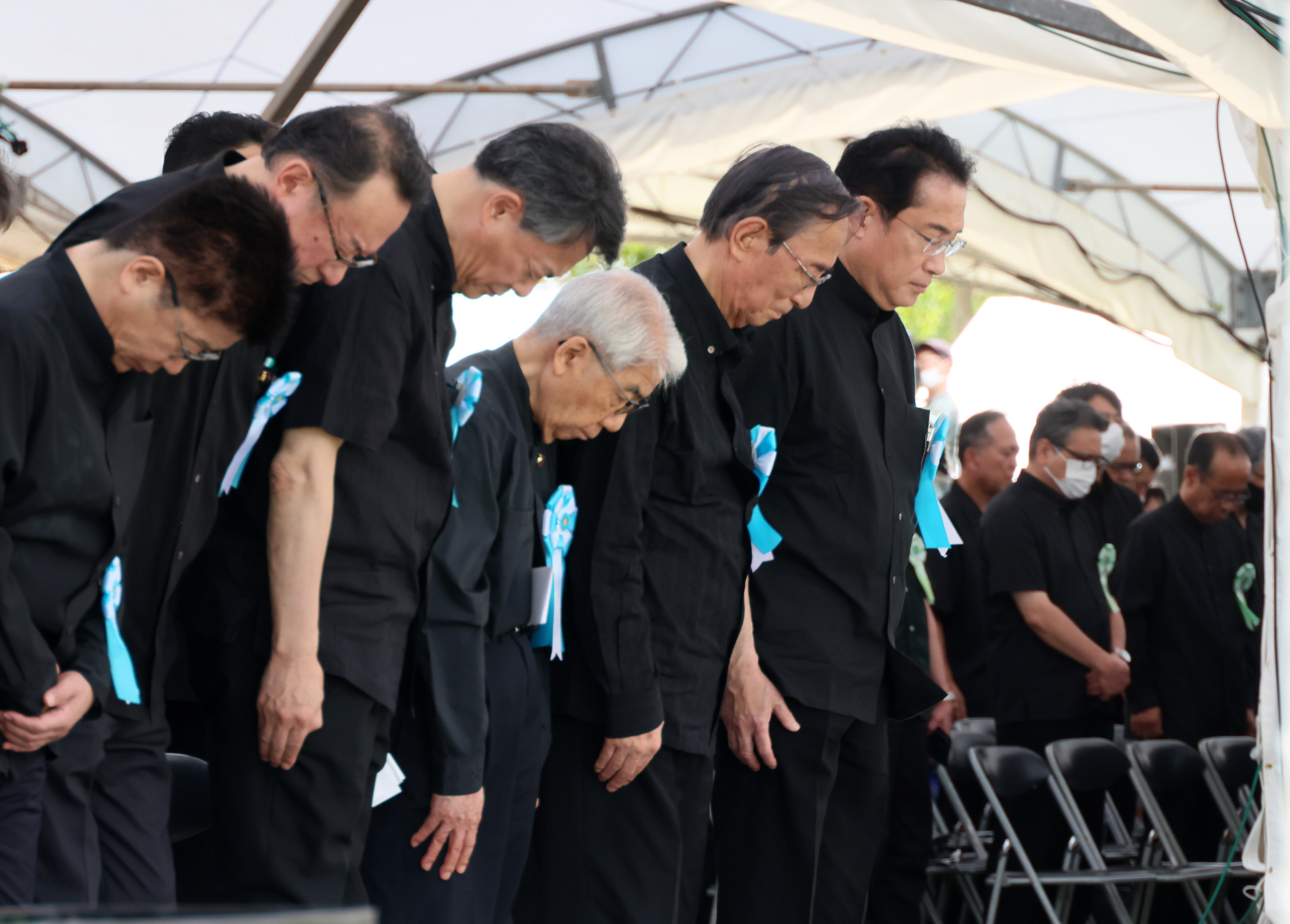
沖縄全戦没者追悼式で戦没者への黙祷を行う岸田文雄（2023年6月23日）